# Rijnvoetbalkampioenschap 1908/09
In 1907/08 werd het tweede Rijnvoetbalkampioenschap gespeeld, dat georganiseerd werd door de Zuid-Duitse voetbalbond. De competitie werd georganiseerd als Westkreisliga. 
FC 1900 Kaiserslautern werd kampioen en  plaatste zich voor de Zuid-Duitse eindronde. De club fuseerde nog voor de eindronde met FC Palatia en FC Bavaria Kaiserslautern tot FV Kaiserslautern. De vier kampioenen speelden in groepsfase en de club werd laatste. 

## Westkreisliga
| Plaats | Club                      | Wed. | W  | G | V | Saldo | Ptn.  |
| ------ | ------------------------- | ---- | -- | - | - | ----- | ----- |
| 1.     | FC 1900 Kaiserslautern    | 12   | 10 | 0 | 2 | 51:21 | 20:4  |
| 2.     | Ludwigshafener FC Pfalz   | 12   | 10 | 0 | 2 | 53:13 | 20:4  |
| 3.     | FC Palatia Kaiserslautern | 12   | 6  | 2 | 4 | 37:25 | 14:10 |
| 4.     | Ludwigshafener FG 03      | 12   | 5  | 1 | 6 | 30:28 | 11:13 |
| 5.     | SC Germania Ludwigshafen  | 12   | 5  | 0 | 7 | 29:35 | 10:14 |
| 6.     | FG Revidia Ludwigshafen   | 12   | 2  | 1 | 9 | 6:44  | 5:19  |
| 7.     | FC Bavaria Kaiserslautern | 12   | 1  | 2 | 9 | 18:58 | 4:20  |

|  | Play-off voor de Zuid-Duitse eindronde |
|  | Degradatie                             |

|  |                        |       |                         |  |
|  | FC 1900 Kaiserslautern | 3 – 2 | Ludwigshafener FC Pfalz |  |
|  |                        |       |                         |  |